# سرمایه‌داری: ایده‌آل ناشناخته
سرمایه‌داری: ایده‌آل ناشناخته (انگلیسی: Capitalism: The Unknown Ideal) مجموعه نوشتارهایی است عمدتاً از آین رند، به همراه نوشتارهای دیگر از نزدیکانش چون ناتانیل براندن، آلن گرینسپن و رابرت هسن. کتاب بر ماهیت اخلاقی سرمایه‌داری لسه فر و مالکیت خصوصی تأکید می‌کند.